# Sjraar Cox
Gerardus Johannes Maria (Sjraar) Cox (Maasbree, 13 november 1953) is een Nederlands PvdA-politicus en bestuurder.

## Biografie
Cox studeerde politicologie aan de Katholieke Universiteit Nijmegen. Na zijn opleiding was hij van 1977 tot 1988 werkzaam als cursusleider en stafmedewerker bij volkshogescholen in Zuid-Limburg. In de laatste periode was hij belast met het opleiden en adviseren van ondernemingsraden en medezeggenschapscommissies. Van 1988 tot 1992 werkte hij bij de gemeente Maastricht als senior beleidsmedewerker P&O en was werkzaam op het gebied van medezeggenschap en opleidingen. In 1992 was hij korte periode hoofd P&O van de dienst Publieke werken en Sport bij de gemeente Maastricht. 
Zijn politieke loopbaan begon in de gemeente Margraten, waar hij een PvdA-afdeling oprichtte en in 1982 toetrad tot de gemeenteraad. In 1990 werd hij benoemd tot wethouder in diezelfde gemeente. Omdat hij de functie van burgemeester ambieerde besloot hij in 1992 naar Drenthe te vertrekken om daar burgemeester te worden van Diever, een gemeente die later op ging in de gemeente Westerveld.
In 1997 keerde Cox terug naar Limburg en werd hij burgemeester van de gemeente Nuth. Vervolgens werd hij in 2002 benoemd tot burgemeester van het Noord-Brabantse Veldhoven. Vanaf 1 oktober 2006 was Cox burgemeester van de gemeente Sittard-Geleen. In mei 2019 kondigde hij aan per 15 maart 2020 te stoppen als burgemeester van Sittard-Geleen. Bij zijn afscheid werd hij benoemd tot ereburger van Sittard-Geleen. Op 16 maart 2020 werd hij opgevolgd door Hans Verheijen.
Met ingang van 11 mei 2021 werd hij benoemd tot waarnemend burgemeester van Eijsden-Margraten vanwege het ontslag van burgemeester Dieudonné Akkermans. Op 23 maart 2023 werd Alain Krijnen burgemeester van Eijsden-Margraten.